# Blue Sky Complex
Blue Sky Complex (jap. ブルースカイコンプレックス) ist eine Manga-Serie von Kei Ichikawa, die seit 2014 in Japan erscheint. Die Geschichte um die Liebe zwischen zwei Oberschülern ist ins Genre Boys Love einzuordnen und wurde in mehrere Sprachen übersetzt, darunter 2023 auch ins Deutsche.

## Inhalt
Die Oberschüler Chika Narasaki und Natsuki Terashima sind auf den ersten Blick sehr unterschiedlich. Der ruhige Narasaki sucht stille Orte, um endlich seiner Leidenschaft fürs Lesen nachzugehen, was ihm zuhause wegen seiner drei oft lauten Geschwister verwehrt ist. Terashima ist dagegen bekannt dafür, sich mit jedem zu prügeln. Dann wird Narasaki von Lehrer Sakazaki gedrängt, die Bibliotheksaufsicht zu übernehmen. Immerhin kann er dort in Ruhe lesen. Doch er soll dabei zugleich Terashima beaufsichtigen, der ebenfalls zu diesem Dienst eingeteilt wurde, aber als nicht zuverlässig gilt. Das lehnt er eigentlich ab, aber immer wieder lässt sich Narasaki doch überreden. Und Terashima stellt sich als überraschend stiller Zeitgenosse heraus, der die Zeit in der Bibliothek auch nur mit Lesen verbringt und bald auch Empfehlungen von seinem Mitschüler annimmt. So freunden sie sich langsam an, bis sie durch die Sommerferien getrennt werden. Bei einem zufälligen Treffen in den Ferien gibt Terashima seinem Mitschüler ein Küsschen. Narasaki weiß nicht, wie er die Geste deuten soll. Er macht sich Gedanken, lässt auch weitere Annäherungsversuche zu und zieht Terashima aus einer beginnenden Prügelei heraus. Der bedankt sich und erklärt, dass er eigentlich nur in Ruhe gelassen werden will, aber immer wieder in solche Situationen gerät, in denen er sein Temperament nicht zügeln kann. Heimlich ist er schon länger in Narasaki verliebt und hat bereits in der Mittelschule seine sexuelle Orientierung erkannt. Bei einem Ausflug ans Meer dann kann Terashima sich nicht zurückhalten und küsst Narasaki. Der schreckt zurück und beide sehen sich danach zwei Wochen lang nicht. Als sie schließlich miteinander reden, gesteht Narasaki, dass ihm der Kuss nicht zuwider war, und er glaubt, auch in Terashima verliebt zu sein.

## Veröffentlichung
Die Serie erscheint seit 2014 im Magazin Cab beim Verlag Tokyo Mangasha. Zusätzlich werden die Kapitel im Online-Magazin Fig veröffentlicht. Gesammelt in Tankōbon wird der Manga seit Oktober 2014 herausgegeben, mit bisher zehn Bänden. 2020 war der Titel für die BL Awards nominiert und landete auf dem dritten Platz unter den Serien.
Bei Planet Manga erscheint seit April 2023 eine Übersetzung ins Deutsche von Dorothea Klepper in bisher zehn Bänden (Stand Juni 2025). Weitere Übersetzungen erscheinen auf Englisch bei Futekiya, auf Französisch bei Boy’s Love IDP, auf Chinesisch bei Taiwan Tohan und auf Italienisch bei Planet Manga.